# Saint-Seurin-de-Palenne
Saint-Seurin-de-Palenne è un comune francese di 153 abitanti situato nel dipartimento della Charente Marittima nella regione della Nuova Aquitania.

## Società

### Evoluzione demografica
Abitanti censiti